# Братислав Иванов
Братислав Йончев Иванов е български японист, автор на трудове по лингвистика и културология, и преводач от японски език.

## Биография
Братислав Иванов завършва специалността Японски език и литература в Московския държавен университет през 1976 г. Специализира в Института за японски език към Японската фондация. Автор е на множество статии и книги, посветени на японския език, а също и на поредица преводи на класическа японска поезия. Той е първият преподавател по класически японски език в Софийския университет „Св. Климент Охридски“. Братислав Иванов чете лекции по Tеоретична граматика на японския език в Софийския университет и във Великотърновския университет „Св. св. Кирил и Методий“. B момента е директор на Българо-японския образователен и културен център към 18 СОУ „Уилям Гладстон“ в София.

## Награди и признания
През 2009 г. по предложение на японското правителство е удостоен от името на император Акихито с Ордена на изгряващото слънце за приноси в развитието на академичните изследвания на японския език и разпространението му в България.

### Авторски книги
- Йероглиф и буква. София: РадарПРИНТ, 2001. ISBN 954-9998-11-8
- Да научим сами японски език. София: Изток-Запад, 2004. ISBN 954-321-011-X
- Японска граматика. Функционален аспект. София: Изток-Запад, 2009. ISBN 978-954-321-648-2
- Хайку и дзен. София: Изток-Запад, 2010. ISBN 978-954-321-697-0
- Основи на японския език. София: Изток-Запад, 2010. ISBN 978-954-321-734-2
- Основи на японския език. Част II. София: Изток-Запад, 2011. ISBN 978-954-321-846-2
- Японската цивилизация. София: Изток-Запад, 2013. ISBN 978-619-152-211-8
- Японската религия. София: Изток-Запад, 2014. ISBN 978-619-152-424-2
- Японската гравюра укийо-е. София: Изток-Запад, 2015. ISBN 978-619-152-607-9
- Йероглифите. София: Изток-Запад, 2015. ISBN 978-619-152-686-4
- История на Япония. София: Изток-Запад, 2016. ISBN 978-619-152-931-5
- Митология на Япония. София: Изток-Запад, 2017. ISBN 978-619-01-0033-1
- Японците. София: Изток-Запад, 2017. ISBN 978-619-01-0120-8
- Старояпонската литература. София: Изток-Запад, 2018. ISBN 978-619-01-0210-6
- Японската класическа литература. София: Изток-Запад, 2018. ISBN 978-619-01-0353-0
- Япония: векът на дзен. София: Изток-Запад, 2019. ISBN 978-619-01-0418-6
- Основи на японската граматика. София: Изток-Запад, 2019. ISBN 9786190105435
- Символите на Япония. София: Изток-Запад, 2020. ISBN 978-619-01-0679-1
- История на японската култура. София: Книгомания, 2021. ISBN 9786191952922
- История на Япония от палеолита до Рейва. София: Книгомания, 2022. ISBN 9786191953158

### Преводи
- Бързаш ли, заобиколи и още 300 японски пословици. София: Изток-Запад, 2003, ISBN 954-8945-39-8
- Хайку: Есен. София: Изток-Запад, 2004, ISBN 954-321-057-8
- Хайку: Зима. София: Изток-Запад, 2004, ISBN 954-321-074-8
- Миямото Мусаши. Ръкопис за петте стъпала. Изток-Запад, 2005, ISBN 954-321-126-4
- Хайку. Пролет. София: Изток-Запад, 2005, ISBN 954-321-115-9
- Хайку лято. София: Изток-Запад, 2005, ISBN 954-321-137-Х
- Съвременно хайку. София: Изток-Запад, 2005, ISBN 954-321-191-4
- Класическа японска поезия. София: Изток-Запад, 2007, ISBN 978-954-321-401-3
- Японски поетеси V-X в.. София: Изток-Запад, 2008, ISBN 978-954-321-431-0
- Сто стихотворения от сто поети. София: Изток-Запад, 2011, ISBN 978-954-321-795-3
- Мацуо Башьо, 100 хайку. София: Изток-Запад, 2012 ISBN 978-619-152-006-0 [5]
- Йоса Бусон, 100 хайку. София: Изток-Запад, 2016 ISBN 978-619-152-927-8
- Мацуо Башьо, По пътеките на Севера. София: Изток-Запад, 2020 ISBN 978-619-01-0603-6